# Mine de Cloud Break
 (mars 2025).
La mine de Cloud Break est une mine à ciel ouvert de fer située dans les monts Hamersley dans la région de Pilbara en Australie-Occidentale. La mine a produit 38 millions de tonnes de minerai de fer.